# Wereldkampioenschap schaatsen allround 1899
Het wereldkampioenschap schaatsen allround 1899 werd op 4 en 5 februari 1899 in Berlijn gehouden. Op de eerste dag werden de wedstrijden op een 400 meterbaan op het Friedenauer Sportplatz verreden en vanwege slechtijs voor de tweede dag verplaatst naar een 335 meterbaan op de Westeisbahn.
De titelverdediger was de Noor Peder Østlund, de wereldkampioen van 1898 in het Eisstadion in Davos. Peder Østlund won zijn tweede wereldtitel door het winnen van drie afstanden.

## Eindklassement
| Rang | Schaatser         | Land                | 500m       | 5000m       | 1500m      | 10.000m     |
| Goud | Peder Østlund     | Noorwegen           | 50,5 (1)   | 9.54,6 (1)  | 2.45,0 (1) | 21.25,2 (3) |
| (2)  | Johann Pichler    | Oostenrijk          | 57,5 (4)   | 11.52,2 (4) | 3.06,6 (3) | 22.29,0 (5) |
| NS4  | F. Toklas         | Duitse Keizerrijk   | 1.20,2 (7) | 13.40,4 (5) | 3.52,0 (5) | NS          |
| NF3  | Jan Greve         | Nederland           | 55,0 (3)   | 10.54,4 (2) | NF         | 20.36,2 (1) |
| NS3  | Rudolf Schindler  | Duitse Keizerrijk   | 1.05,0 (6) | 13.51,4 (6) | NS         |             |
| NF2  | Julius Seyler     | Duitse Keizerrijk   | 51,5 (2)   | NF          | 2.48,2 (2) | 21.25,0 (2) |
| NS2  | Charles Edgington | Verenigd Koninkrijk | 1.00,0 (5) | NS          | 3.12,4 (4) | 21.50,2 (4) |
| NF1  | Nikolay Kryukov   | Keizerrijk Rusland  | NF         | 11.40,0 (3) |            | DQ          |

* = met val
NC = niet gekwalificeerd, NF = niet gefinisht, NS = niet gestart, DQ = gediskwalificeerd